# Centaurea micevskii
Centaurea micevskii — вид квіткових рослин айстрових (Asteraceae). Ендемік Північної Македонії.